# IC 4883
IC 4883 је спирална галаксија у сазвјежђу Телескоп која се налази на листи објеката дубоког неба у Индекс каталогу.
Деклинација објекта је - 55° 32' 43" а ректасцензија 19h 42m 0,6s. Привидна величина (магнитуда) објекта IC 4883 износи 13,8 а фотографска магнитуда 14,6. Налази се на удаљености од 60,237 милиона парсека од Сунца. IC 4883 је још познат и под ознакама ESO 185-11, IRAS 19379-5539, PGC 63537.